# 東京福祉大学
東京福祉大学（とうきょうふくしだいがく、英語: Tokyo University of Social Welfare）は、日本の私立大学である。群馬県・東京都および愛知県名古屋市にキャンパスを置く。
群馬県伊勢崎市に本部を置き、学校法人茶屋四郎次郎記念学園（ちゃやしろじろうきねんがくえん）が運営している。

## 概観

### 大学全体
2000年（平成12年）4月に群馬県伊勢崎市にて開学。4学部・3研究科（大学院）で構成され、通学課程・通信教育課程が設置されている。伊勢崎をはじめ、池袋・名古屋（以上2008年開設）・王子（2014年開設）の4キャンパスを有している。
東京福祉大学を運営する学校法人茶屋四郎次郎記念学園の法人本部は東京都豊島区東池袋に置かれている。

### 建学の精神（校訓・理念・学是）
「理論的・科学的能力と実践的能力を統合した、柔軟な思考力と問題発見・解決能力のある人材を育成する」を建学の精神として制定し、社会に貢献する人材の育成と、各分野の学問の発展と地域社会への貢献を目指している。

### 教育および研究

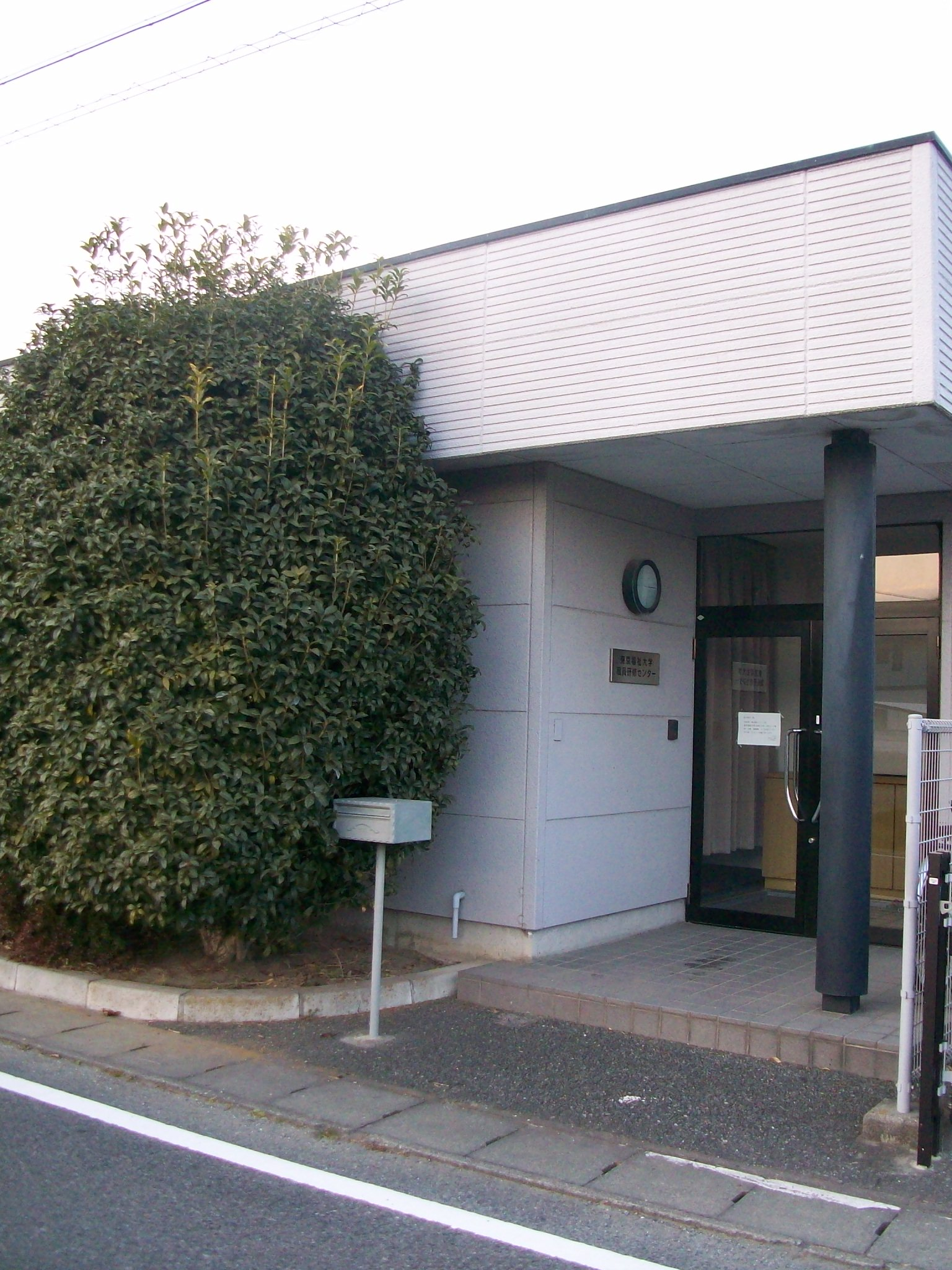
研修センター

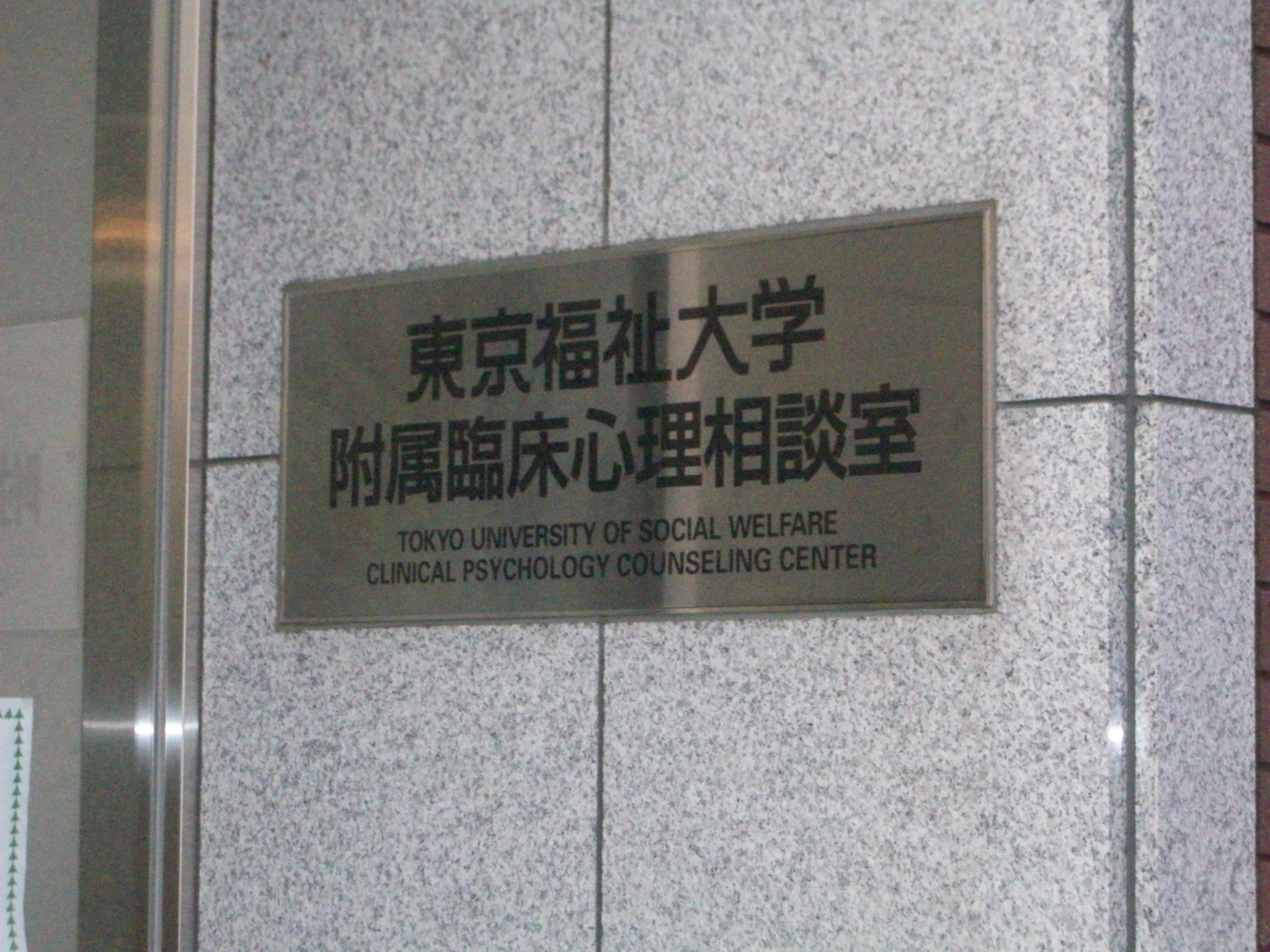
付属臨床心理相談室

「できなかった子（生徒）をできる子（学生）にするのが教育」を東京福祉大学の使命としており、思考力と問題発見・解決能力を身につけたスペシャリスト育成を目的に「双方向対話型」と「グループ討議」を基本とする教育方法を授業に導入している。開学以来、建学の精神や使命の実現に向け、
1. 担当教員によるシラバス作成の義務化
2. 学生による授業評価の実施
3. 教員の年次勤務評価制度の施行
4. FD（ファカルティ・ディベロップメント）の推進
5. 教員の任期制と7年後のテニヤ（終身雇用保証）審査・取得制度の導入
6. 学生の成績評価にあたりGPA（Grade Point Average）制度の導入
7. アカデミックアドバイザー（担任・学業相談員）制度の導入
8. 教員のオフィスアワーの設定

などを行っている。
2011年3月の日本高等教育評価機構からの認証評価では、「アカデミック・アドバイザー制度」による社会福祉士ならびに精神保健福祉士国家資格試験の合格率が高いこと、就職率が高いことが評価されたが、大学の最高意思決定機関である「教育研究評議会」が学則に明記されていないなどを理由に「保留」と判定された。2014年に行われた再評価では、保留となった判定理由が改善されたため、「認定」と判定された。「教育研究評議会」については位置付けが明確となり、事務局長、各課長を構成員に加えるなど管理部門と教学部門の連携体制が構築されていることも評価された。
文部科学省科学研究費補助金採択件数は、平成24年度で新規採択と継続分を合わせて13件、間接経費を含み1,352万円である。
2014年に幼保連携型認定こども園に配置される「保育教諭（幼稚園教諭免許状と保育士資格の両方の免許・資格を有する）」に関する特例教科目を開設している。

## 沿革

### 略歴
東京福祉大学は、2000年に群馬県伊勢崎市に開学した。2006年には短期大学部を群馬県伊勢崎市に開設した。

### 年表
- 2000年 - 中島恒雄（初代理事長）が東京福祉大学を群馬県伊勢崎市に開学した。当初は社会福祉学部社会福祉学科を開設。系列校が主催するハーバード大学、フォーダム大学へのアメリカ夏季短期研修が本年度の第20回より共同開催。
- 2001年 - 東京福祉大学公開講座を開始。第1回東京福祉大学学園祭"千輝(きらら)祭"を開催。
- 2003年 - 大学院社会福祉学研究科社会福祉学専攻を開設。中島恒雄が学長に就任し、「総長」（理事長兼学長）として権限を掌握した。
- 2004年 - 社会福祉学部の保育士養成課程を開始。中国黒竜江大学への短期留学を開始。
- 2005年 - 社会福祉学部に保育児童学科を開設。
- 2006年 - 短期大学部こども学科を開設。池袋サテライトキャンパスで大学院社会福祉学研究科の夜間・土曜通学を開始。中国短期留学が年2回となり、訪問先を海南島の海南師範大学と上海師範大学に変更。
- 2007年 - 学校法人東京福祉大学から学校法人茶屋四郎次郎記念学園に法人名称を変更。教育学部教育学科、大学院社会福祉学研究科に児童学専攻を開設。韓国短期留学を開始。
- 2008年 - 中島総長が1月21日強制わいせつ罪で逮捕されたことから、同月28日、理事長、理事、評議員及び学長を辞任した。この後公開された「平成20年公表」では、中島に権限が集中していた法人・大学の在り方を反省し、中島について「今回の事件は、学校法人の理事長、学長として不適格と言わざるを得ず、罪状が確定し罪を償った後においても、本学校法人の理事長・理事及び大学の学長・教授等として復帰することを認めない」と表明した。しかし、その後も仮釈放嘆願に動き、職員が所管により運営に関する意見を得ていた。池袋キャンパスと名古屋キャンパスを開設。大学院社会福祉学研究科臨床心理学専攻を心理学研究科臨床心理学専攻に改組。専門職対象の公開講座を開始。特別支援教育の専門講座を開始。
- 2009年 - 第3代学長に相澤英之が就任。心理学部心理学科を開設。名古屋キャンパスで第1回文化祭"文化発表会"を開催。インターネットを使った大学院学習システム「moodle」を導入。保育専門公開講座を開始。
- 2010年 - 東京福祉大学学園祭"千輝(きらら)祭"を池袋キャンパスで開催。7月7日、中島恒雄が仮釈放となり、翌8日、中島を事務総長職とする辞令が発された。さらに同月30日付けで事務局長として雇用している[11]。週刊誌で報じられ、また7月22日には文部科学省から中島を事務総長として雇用することは適切ではないとの指導を受けたため、9月30日、事務総長・事務局長を辞任し、法人を退職した。10月22日、中島によるいかなる関与も認めないことを固く約束をする旨の記事をホームページに掲載したが、翌年3月下旬に削除し、再掲載しないこととした。この後、サンシャイン図書等や練馬総合資材等のダミー会社を通じて中島への資金提供が行われていた。
- 2011年 - 第4代学長に松原達哉が就任。大学院教育学研究科を開設。文部科学大臣の諮問機関「大学設置・学校法人審議会」は、教職員へのわいせつ行為で服役した元理事長中島恒雄を出所後に事務総長として雇用したことなどを問題視し[12]、申請中の経営学部と大学院経営学研究科の開設はともに「不可」とする答申を中川文部科学大臣に行った。
- 2013年 - 第5代学長に藤田伍一が就任。4月、財務課長による横領事件が発覚。12月19日、中島恒雄が茶屋四郎次郎記念学術学会の会長に就任。第6回理事会にて、理事長と事務局長が中島恒雄の指示に従って大学の運営を続けていることを問題視し、理事長解任を求める緊急動議が提出されたが、否決された。
- 2014年 -  王子キャンパスを開設、心理学部が移転[3]。社会福祉学部社会福祉学科に経営福祉専攻、大学院社会福祉学研究科に経営福祉コースを設置。
- 2015年 - 2月23日、文部科学省の指導を受け、中島恒雄が茶屋四郎次郎記念学術学会の会長を退任、同学会を退会した。中島恒雄の長男が4月1日付けで理事に就任した。7月8日、中島が法人の運営に関与しておらず今後も関与させない旨の記事が掲載されたが、7月下旬には削除された。
- 2017年 - 教育学部教育学科に学校教育専攻と国際教育専攻を設置[13]。大学ファカルテイデイベロップメント部会が中島恒雄に教員への教育方法の助言を依頼。これを受けて教員研修会に複数回出席し、教員に対して助言を行った。
- 2018年 - 社会福祉学部保育児童学科を保育児童学部保育児童学科に改組。
- 2019年 - 合計1610人もの留学生の所在が不明となっていることが判明。また、逮捕された元総長中島恒雄を経営に関わらせていたことが発覚し、2018年度の私学助成金が50%減額された。文部科学省への弁明文書の中で、2020年10月24日に刑期満了から10年が経過して刑が消滅するため、教育の現場に復帰させることができるので、大学を挙げて本学に直ちに復帰してもらうつもりである旨記していた。
- 2020年 - 問題発覚後も所在不明者の割合が改善されず、大学の対応は不十分として、2019年、2020年度の私学助成金推計11.2億円が全額不交付。第6代学長、および評議員・理事長・理事に中島恒雄が就任。
- 2021年 - その後も改善が認められないとして、2020年度の私学助成金が引き続き全額不交付。
- 2022年 - その後も改善が認められないとして、2021年度の私学助成金が引き続き全額不交付。9月26日、「平成20年公表」は誤り（無効）との説明が行われ、9月30日の理事会で過去の決議を無効とする議決が行われた。令和4年度学位審査に係る論文指導料•特別指導料の新設、学位論文審査手数料の大幅引き上げが実施され、中島は規定上の根拠なく大学院生3名から合計350万円の特別指導料を個人的に収受した。
- 2023年 - 1月10日、「平成20年公表」を無効とする発表が行われた。その後も改善が認められないとして、2022年度の私学助成金が引き続き全額不交付。3月末をもって中島は理事長・学長・理事から退任したが、管理運営体制に関与して影響を与えていくことを表明し、評議員には留任した。前年度の中島による大学院生からの特別指導料収受に関して文部科学省の指摘を受け、9月26日に法人に対して全額返還したものの、法人から中島に対して事務局長判断で350万円のキックバックが行われていた。新理事長らによる説得により、9月末で中島が評議員辞任、教員退任することとなった（その後、持病の悪化により入院）。
- 2024年 - 1月24日、会計検査によりキックバックの事実が明らかになり、事務局長は降格、全額返金請求が行われ、7月10日に全額が返金された。その後も改善が認められないとして、2023年度の私学助成金が引き続き全額不交付。5年連続の全額不交付となった[14]。5月31日、「学校法人茶屋四郎次郎記念学園に係る第三者委員会」が設置された。9月13日、「学校法人茶屋四郎次郎記念学園に係る第三者委員会調査報告書」が提出された[11]。11月22日、学校法⼈茶屋四郎次郎記念学園理事⻑ ⻑倉 迪夫名義で「学校法⼈茶屋四郎次郎記念学園に係る第三者委員会調査報告書を受けた責任の所在及び再発防⽌策」が公開された[15]。
- 2025年 - その後も改善が認められないとして、2024年度の私学助成金が引き続き全額不交付。6年連続の全額不交付となった[16]。

## 基礎データ

### 所在地
- 伊勢崎キャンパス（群馬県伊勢崎市山王町2020-1、北緯36度17分8.80秒 東経139度11分38.60秒）
- 池袋キャンパス（東京都豊島区東池袋4-23-1、北緯35度43分40.0784秒 東経139度43分5.9404秒）
- 王子キャンパス（東京都北区堀船2-1-11、北緯35度45分6.4205秒 東経139度44分50.7655秒）
- 名古屋キャンパス（愛知県名古屋市中区丸の内2-13-32、北緯35度10分29.2104秒 東経136度54分2.1451秒）

### 象徴

#### 校章
校章には朱印船が描かれている。

## 教育および研究

### 組織
- 学部（通学課程・通信教育課程）の特長

通学課程は、出願時にキャンパスを第3希望まで選択し、合格したキャンパスに4年間通学する。通信教育課程は通学課程とほぼ同じ学位、資格を取得可能である。

#### 学部

##### 通学課程
- 保育児童学部
  - 保育児童学科
    - 保育・幼児教育コース
    - 保育・初等教育コース
    - こども福祉コース
    - こども発達心理コース
- 教育学部
  - 教育学科
    - 学校教育専攻
      - 小学校教諭専修
      - 養護・保健科教諭専修
      - 教育心理専修
      - 英語科教諭専修
      - 情報科教諭専修

    - 国際教育専攻
      - 国際教育コース
      - 日本語教育コース
- 心理学部
  - 心理学科
    - 総合心理学コース
    - 発達・教育心理学コース
    - 臨床心理学コース
    - 犯罪心理学コース
    - 福祉心理学コース
    - 社会・ビジネス心理学コース
- 社会福祉学部
  - 社会福祉学科
    - 社会福祉専攻
      - 社会福祉コース
      - 介護福祉コース

    - 精神保健福祉専攻
    - 経営福祉専攻
    - 心理福祉専攻

##### 通信教育課程
- 教育学部
  - 教育学科
    - 学校教育専攻
    - 国際教育専攻
      - 国際教育コース
      - 日本語教育コース
- 心理学部
  - 心理学科
- 社会福祉学部
  - 社会福祉学科
    - 社会福祉専攻
    - 経営福祉専攻
- 保育児童学部
  - 保育児童学科

#### 大学院

##### 通学課程
- 心理学研究科
  - 臨床心理学専攻
    - 臨床心理コース（博士課程前期）
    - 公認心理師コース（博士課程前期）
- 社会福祉学研究科
  - 社会福祉学専攻
    - 経営福祉コース（博士課程前期）

  - 児童学専攻（修士課程）
- 教育学研究科
  - 教育学専攻（修士課程）

##### 通信教育課程
- 心理学研究科
  - 臨床心理学専攻
    - 臨床心理コース（博士課程前期）
    - 公認心理師コース（博士課程前期）
- 社会福祉学研究科
  - 社会福祉学専攻（博士課程前期）
  - 児童学専攻（博士課程前期）

### 別科
- 留学生日本語別科

### 短期大学部

#### 通学課程
- こども学科
  - 保育・幼児教育専攻（2年制）

#### 通信教育課程
- こども学科
  - こども教育・保育専攻（3年制）
  - 幼児教育専攻（2年制）

### 附属機関
- 赤城山研修センター
- 研修センター
- 付属臨床心理相談室

### 系列校
- 学校法人サンシャイン学園
  - 東京福祉保育専門学校
- 学校法人たちばな学園
  - 理学・作業名古屋専門学校
  - 保育・介護・ビジネス名古屋専門学校

## 学生生活

### 学園祭
- 学園祭は「千輝（きらら）祭」と呼ばれ、毎年秋に実施されている。

### 学生生活サポート
- 2009年、初年度納入金の分割と延納を入学後の7月末まで認める学資延納特別制度を開始する[18]。
- 2010年6月の自己点検評価を受け、スチューデントコモンズを設置して図書館を移転拡充するなど、池袋キャンパスの学習環境を改善する。
- 2011年3月の東日本大震災に対応し、同年の被災受験者の受験料・入学金・授業料を減免する「東日本大震災被災者特別支援措置」と在学生被災者の授業料減免措置を実施する。

## 大学関係者と組織

### 大学関係者組織
- 東京福祉大学同窓会

### 大学関係者一覧
- 東京福祉大学の人物一覧

## キャンパス

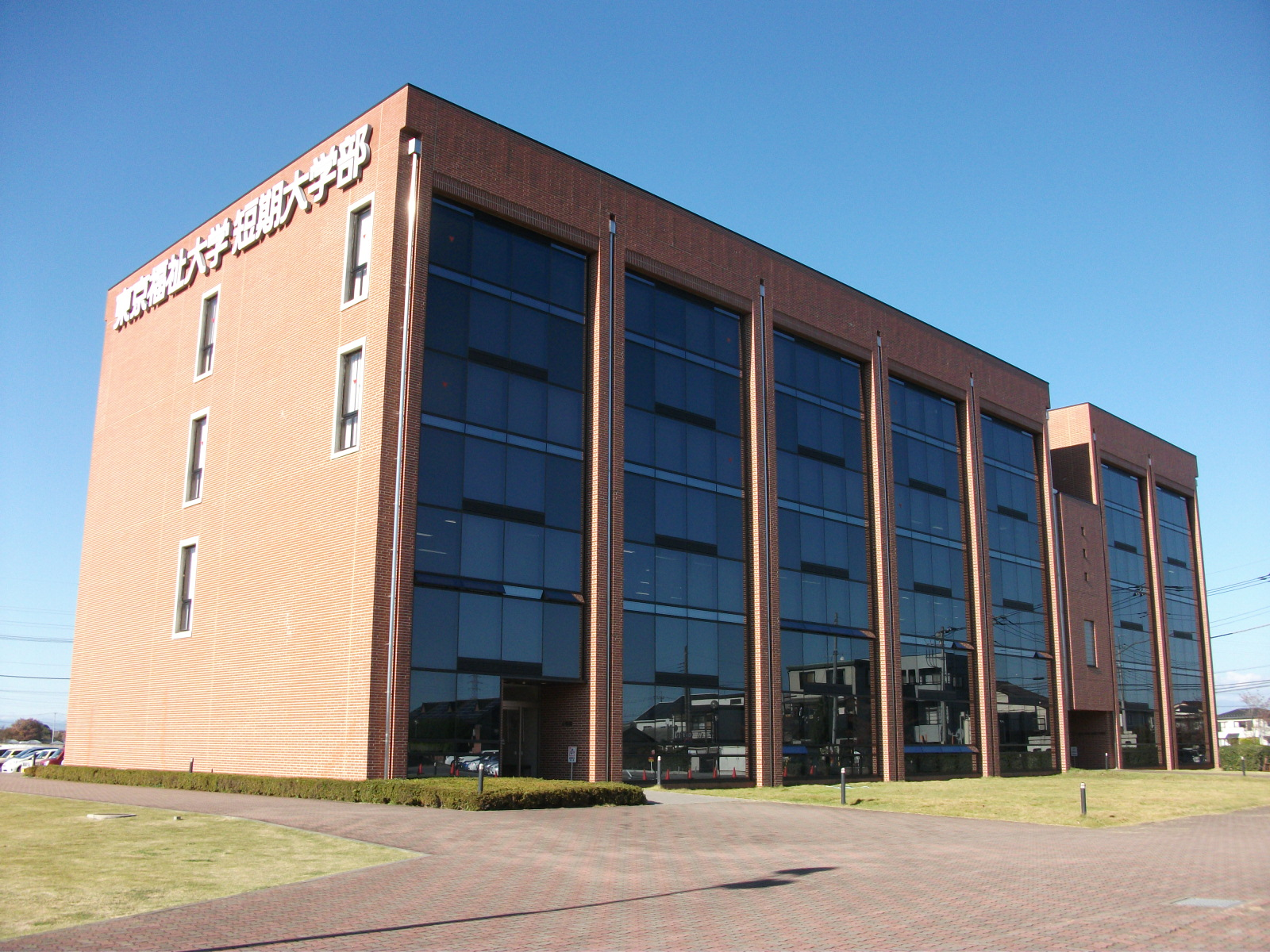
短期大学部棟

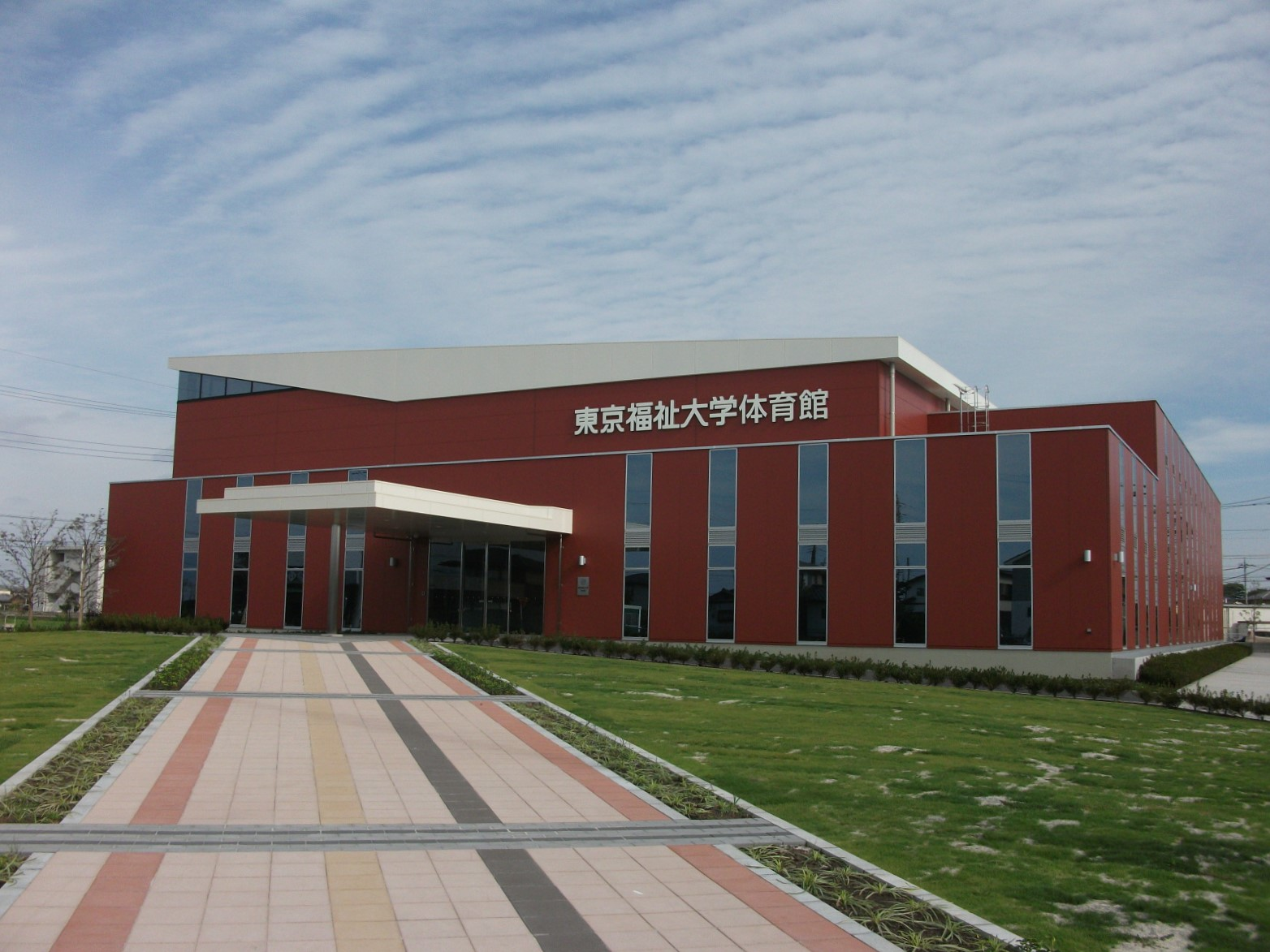
伊勢崎キャンパス 体育館

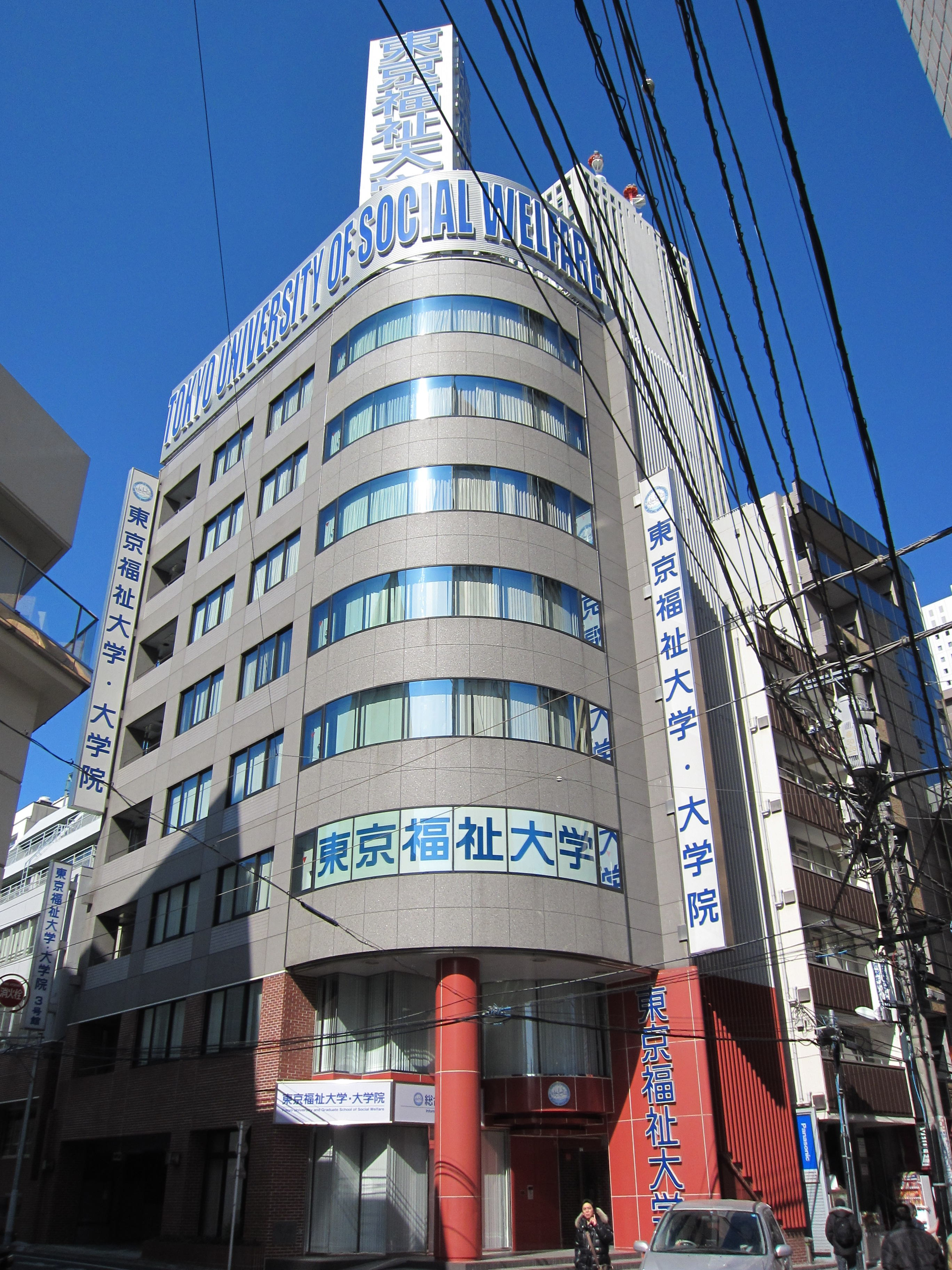
池袋キャンパス 本館

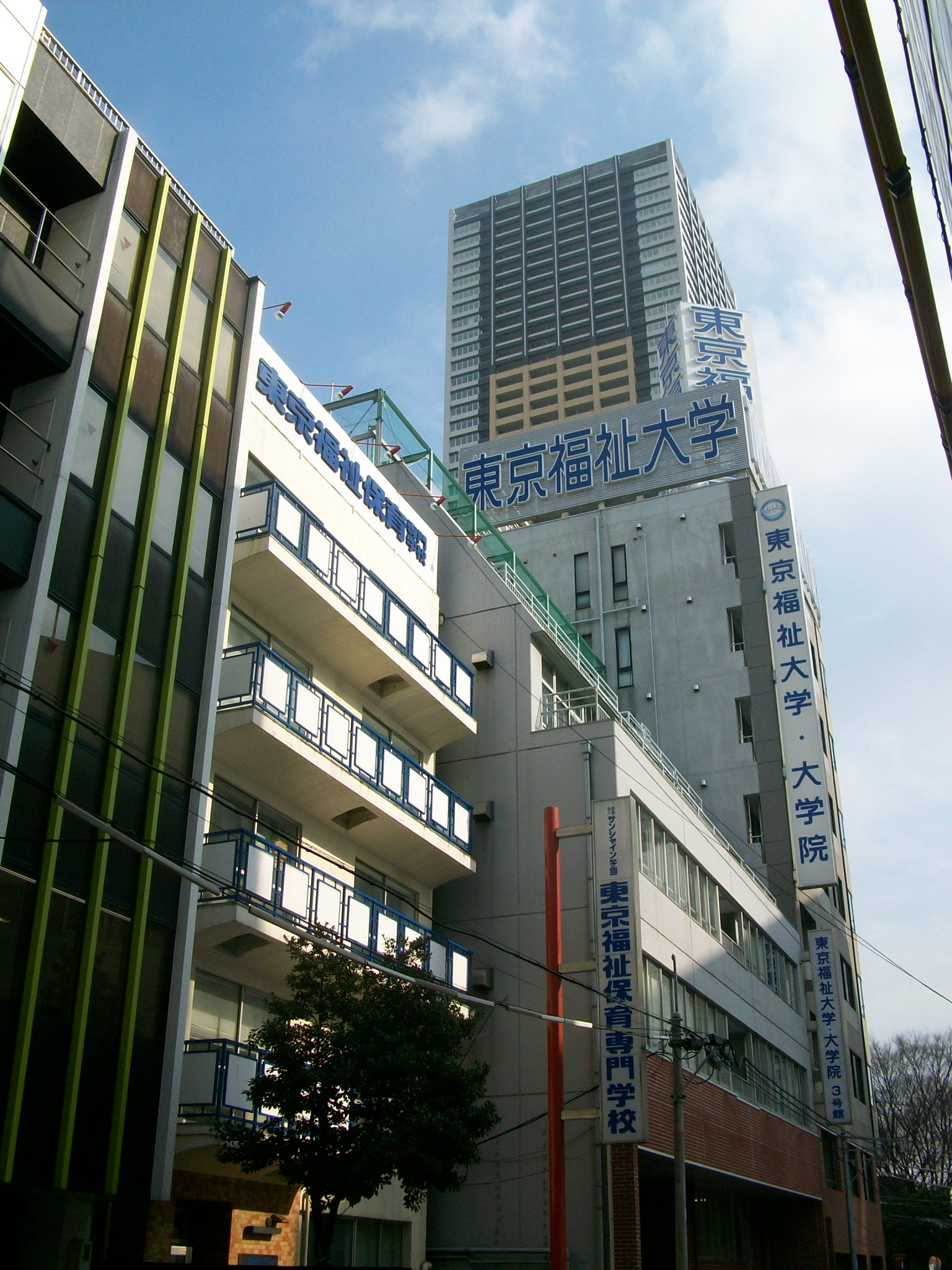
池袋キャンパス 校舎

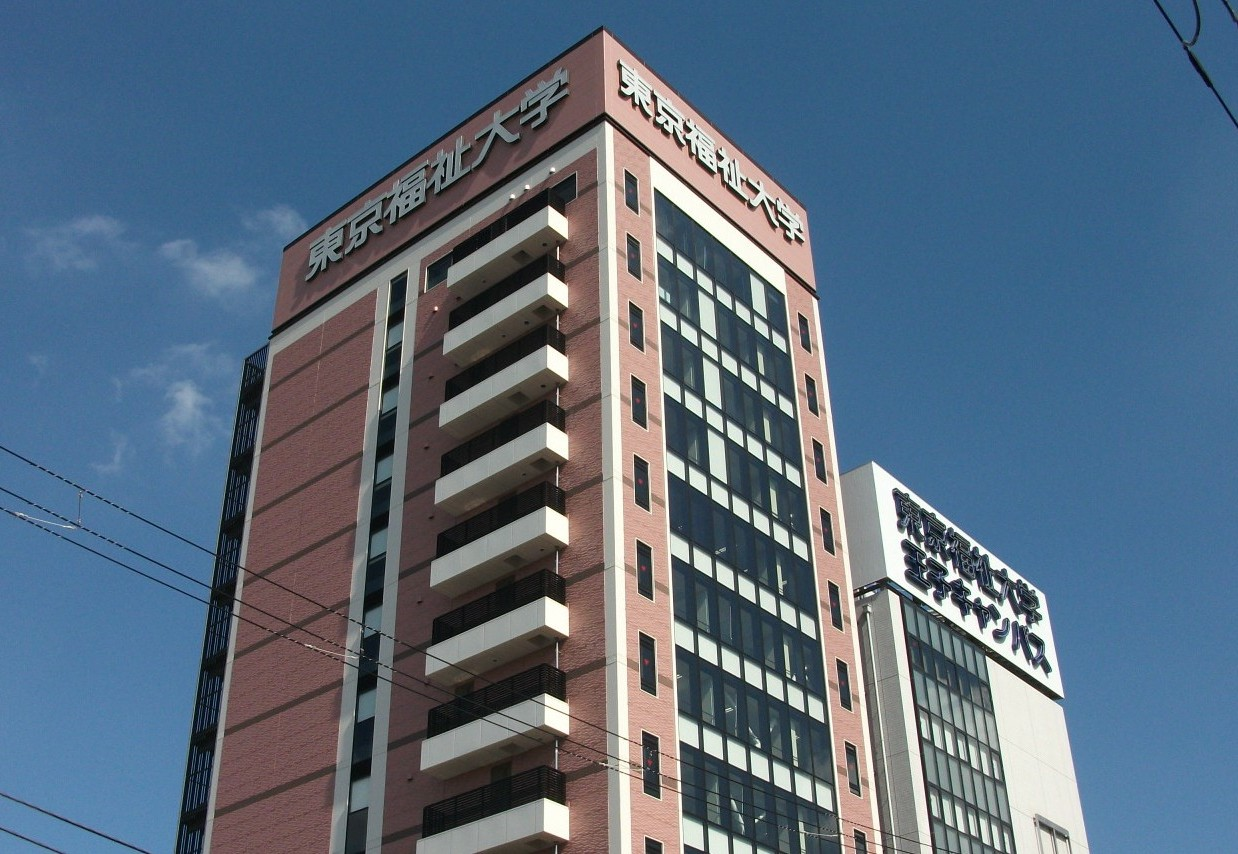
王子キャンパス 校舎

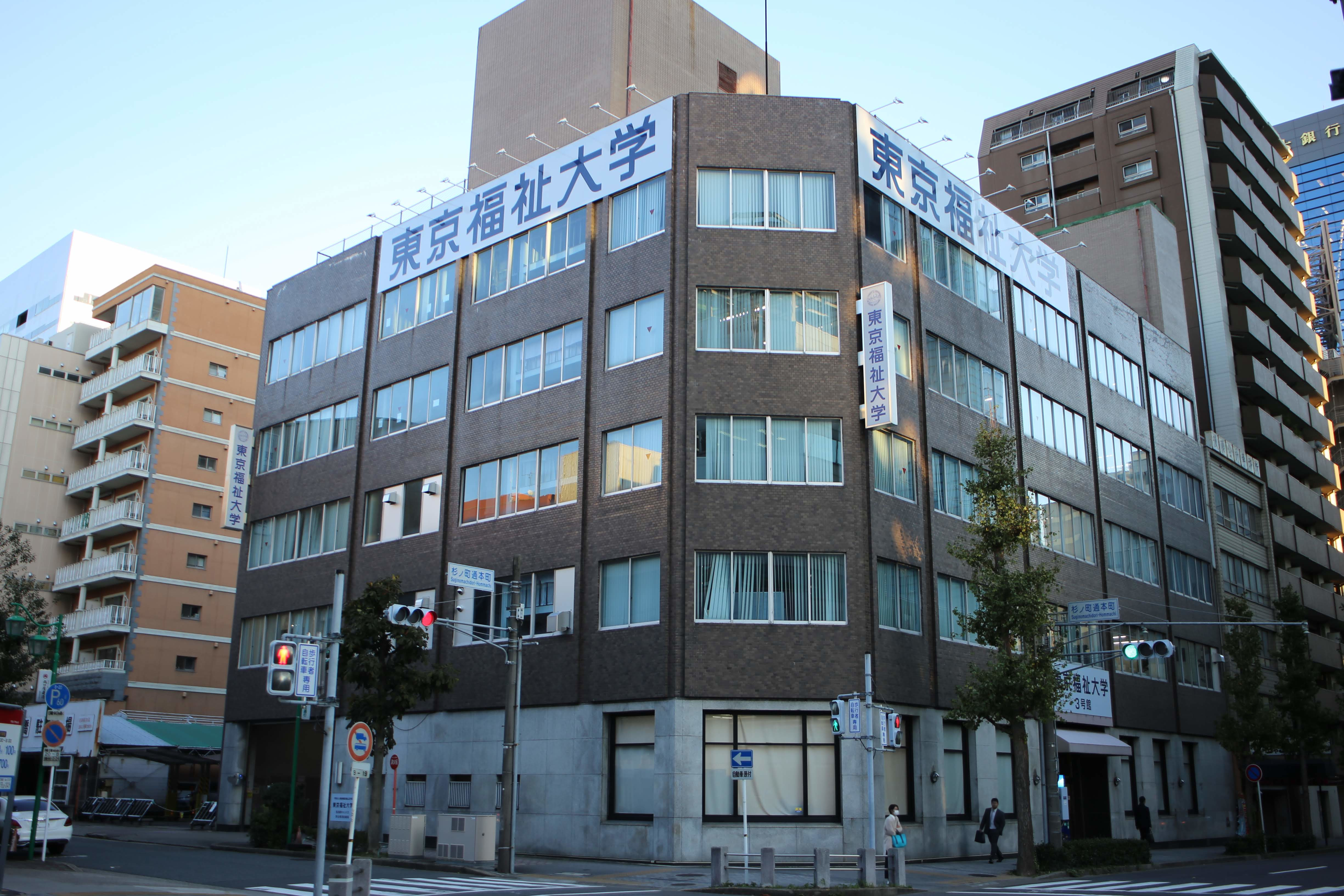
名古屋キャンパス

### 伊勢崎キャンパス
- 学部
  - 社会福祉学部社会福祉学科社会福祉専攻社会福祉コース
  - 社会福祉学部社会福祉学科社会福祉専攻介護福祉コース
  - 社会福祉学部社会福祉学科精神保健福祉専攻
  - 社会福祉学部社会福祉学科経営福祉専攻
  - 保育児童学部保育児童学科
  - 教育学部教育学科学校教育専攻
  - 教育学部教育学科国際教育専攻国際教育コース
  - 心理学部心理学科
- 大学院
  - 社会福祉学研究科社会福祉学専攻
  - 心理学研究科臨床心理学専攻
- 交通アクセス
  - 十王自動車の路線バスで以下の各鉄道駅バス乗場よりキャンパス北側敷地内のバス発着場（「東京福祉大学停留所」）に乗入するほか、本庄方面からは南西100m程の伊勢崎市道プラザ通り上にある「東京福祉大学前停留所」から徒歩での利用も可能。
    - JR両毛線、東武伊勢崎線「伊勢崎駅」南口より東京福祉大学行き・本庄駅北口行きで約15分
    - JR高崎線（湘南新宿ライン・上野東京ライン）「本庄駅」北口より東京福祉大学行き・伊勢崎駅行きで約20分
      - 上記バス路線では、学生・教職員は、大学無償発行の特殊定期券等で運賃無料。JR上越新幹線・北陸新幹線「本庄早稲田駅」発着便は、2021年8月29日をもって廃止[19]。

  - JR新宿駅南口バスタ新宿より、JRバス関東本庄・伊勢崎行きで約2時間、キャンパス北側敷地内のバス発着場（「東京福祉大学停留所」）に乗入。
  - 関越自動車道本庄児玉IC、北関東自動車道伊勢崎ICより約15分。

### 池袋キャンパス
- 学部
  - 社会福祉学部社会福祉学科社会福祉専攻社会福祉コース
  - 社会福祉学部社会福祉学科精神保健福祉専攻
  - 社会福祉学部社会福祉学科経営福祉専攻
  - 保育児童学部保育児童学科
  - 教育学部教育学科学校教育専攻
    - 国際教育専攻国際教育コース
    - 国際教育専攻日本語教育コース
- 大学院
  - 社会福祉研究科社会福祉学専攻
  - 社会福祉研究科児童学専攻
  - 教育学研究科教育学専攻
  - 心理学研究科臨床心理学専攻
- 交通アクセス
  - 東京メトロ有楽町線「東池袋駅」6・7番ライズシティ池袋方面出口正面右手、サンシャインシティ徒歩1分
  - JR湘南新宿ライン・山手線・埼京線、東武東上線、西武池袋線、東京メトロ丸ノ内線・有楽町線・副都心線「池袋駅」東口下車徒歩10分
  - 都電荒川線（東京さくらトラム）「東池袋四丁目停留場」下車徒歩4分

### 王子キャンパス
- 学部
  - 心理学部心理学科
- 大学院
  - なし
- 交通アクセス
  - JR京浜東北線「王子駅」中央口下車徒歩15分
  - 東京メトロ南北線「王子駅」下車徒歩14分
  - JR京浜東北線「上中里駅」下車徒歩12分
  - JR宇都宮線・高崎線（上野東京ライン）「尾久駅」下車徒歩10分
  - 都電荒川線（東京さくらトラム）「梶原停留場」前
  - 都バス草64（池袋駅東口 - 浅草雷門南）「梶原バス停」前

### 名古屋キャンパス
- 学部
  - 社会福祉学部社会福祉学科社会福祉専攻社会福祉コース
  - 社会福祉学部社会福祉学科経営福祉専攻
  - 教育学部教育学科国際教育専攻日本語教育コース
  - 心理学部心理学科
- 大学院
  - 社会福祉学研究科社会福祉学専攻
  - 教育学研究科教育学専攻
- 交通アクセス
  - 名古屋市営地下鉄鶴舞線・桜通線「丸の内駅」4番出口徒歩1分

## 対外関係

### 地方自治体との協定
- 2007年、伊勢崎市内の小・中学校にて、放課後や夏休みを利用して本学学生がボランティアを行なう「ボランティア・チューター制度」を開始した。
- 2008年、伊勢崎市教育委員会との協定が結ばれる。
- 2015年、東京都北区教育委員会との教育連携協定が結ばれる[20]。

### 国際化と他大学との協定
2011年には国際交流センターが設置され、2014年4月時点で海外の協定校は17校となった。その後もヨーロッパの留学生を受け入れるなど、国際化を推進している。
2017年8月現在の協定大学等は以下の通り。
- 中国
  - 天津科技大学
  - 大連科技学院
  - 青島濱海学院
  - 北京社会管理職業学院
  - 海南師範大学
  - 上海師範大学旅遊学院
  - 安徽三聯学院
  - 揚州大学
  - 洛陽師範学院
  - 内モンゴル大学
  - 無錫市民政局
  - 東北師範大学人文学院
  - 青島経済技術開発区職業中等専業学校
  - 桂林電子科技大学国際学院
  - 黄河科技学院
  - 温州市越秀学校
  - 瀋陽師範大学
  - 無錫太湖学院
  - 遼寧対外経貿学院
  - 長春中医薬大学
  - 安徽師範大学
  - 無錫城市職業技術学院
  - 山東外事翻訳職業学院
  - 秦皇島職業技術学院
- 韓国
  - カトリック大学校
  - 京東大学校
- 台湾
  - 台湾首府大学
  - 国立高雄大学
  - 私立義守大学
  - 国立高雄第一科技大学
  - 高雄高級商業職業中学
  - 私立正義高級中学
  - 上海台商子女學校
  - 真理大学
- ベトナム
  - ハノイ経営工科大学
  - 貿易大学
  - 市立ホーチミン師範大学
  - 私立ドンア大学
  - 国立ダナン大学
- カンボジア
  - メコン大学
- モンゴル
  - オルホン大学

## 社会との関わり

### 不祥事

#### 総長の逮捕・学部新設の不認可
東京福祉大学は経営学部や経営学研究科を新設する方針を打ち出し、文部科学省に設置申請を行うなど手続きを進めていた。しかし、2011年12月、文部科学省大学設置・学校法人審議会は、東京福祉大学の管理運営体制を問題視し、申請を不可とする答申を発表した。管理運営が問題視され学部新設が認められないという、日本の大学としては史上初めての事態となった。
東京福祉大学は創立者で理事長・総長だった中島恒雄が、2008年に複数の教職員に対する強制わいせつ罪等で逮捕、実刑判決を受けた際、今後は中島を大学経営には関与させないと発表した。文部科学省に対しても同様の内容を報告をしており、大学の公式ウェブサイト上でも「本学の経営や教育に関与することはない」と謳っていた。しかし、実際には、中島を服役後に事務総長として雇用し、総長時代と同額の給与を支払っていた。さらに、中島が在籍する企業に業務を委託するとの名目で、中島個人の口座に約2000万円が支払われていた。このような状況について、文部科学省大学設置・学校法人審議会は「文部科学省への報告や社会への説明に反して元理事長を法人運営に関与させてきていることや、本設置認可申請後に及んで学校法人として不適切な管理運営が行われていたことが確認された」と結論づけた。そのうえで「学校法人の寄附行為及び寄附行為の変更の認可に関する審査基準」で定める学校法人の管理運営に関する要件を満たすものとは認められない。として、経営学部や経営学研究科の新設を不可とする答申を打ち出した。
日本高等教育評価機構への平成24年度大学機関別認証評価の再受審を2011年9月に申請したが、その後改善策の成果を得ることが難しいと判断し、24年度の再評価中止を機構に求めた。

#### 総務課長の着服
東京福祉大学を運営している学校法人である｢茶屋四郎次郎記念学園｣の元総務課長が、大学の定期預金を解約し、2011年3月～2012年10月にかけて計45回にわたり大学の運営費約1億円を引き出していた。元課長は、校舎の用地取資金1200万を合わせた約1億1200万円を着服していた。2013年4月、定期預金残高が無くなっていることに気付いた職員によってこの問題が発覚。同学園は、元課長が着服を認めたため同年5月に懲戒解雇とした。被害金が返還されていないにもかかわらず、学園側は告訴を見送り、約1年経った2014年4月時点でも「刑事告訴を検討している」と発表するに留まった。元課長は、横領発覚から3年以上経過した2016年11月29日に業務上横領の容疑で逮捕され、「競馬やパチンコに使った」と容疑を認めている。

#### 教育課程等の警告
2014年度の文部科学省｢設置計画履行状況等調査｣において、教育学部に設置されている日本語教育コースに関して｢語学学校での日本語教育と同等の授業が開設されているなど、学士を授与するのにふさわしい教育課程となっているか疑義がある｣などと授業水準を指摘され、教育課程について文部科学省から｢是正意見｣を受けていた。2015年度には、改善に触れられながらも｢教育課程の大幅な変更によって過年度入学者の履修した科目が学則から削除されている。既修得科目の経過措置や読み替え規定が存在せず、学則等で明確に規定されていないのは不適切である｣と履修者への対応に改善要求がなされ、文部科学省から全国初となる｢警告｣を受けた。

#### 多数の留学生が退学・不明
2018年度、研究生などとして受け入れた約3200人の留学生のうち、688人の留学生が所在不明となり除籍、在留延長が認められず退学した研究生が313人となった。不法残留となっている留学生も多く発生していることから法務省入国管理局や文部科学省も調査に乗り出すこととなった。留学生数は2015年度の1403人から2018年度には5133人と急増しており、早稲田大学に次いで日本国内で2位の受入となり、教室不足となっている。2016年度から2018年度まで実際は所在不明の留学生が約1400人いたが、2017年度に文部科学省へ報告をした際は、0人と報告していたことが参議院予算委員会で野党の追及により明らかにされた。元職員は日本語が全くできない学生も受け入れていたなどと実態を証言している。
文部科学大臣は、法務省と合同で、速やかに大学に対し実地調査する旨を示し、「通学実績が無いにもかかわらず、定員充足のために留学生を受け入れているとすれば、大変ゆゆしき問題」と述べ、在籍管理が不適切と判断されれば私学助成の不交付を含め厳しい措置を取ることを示した。
また、文部科学省の指導を無視し、逮捕された元総長（前述）を経営に関わらせていたことが発覚し、2019年3月19日の参議院文教科学委員会にて2018年度の私学助成金を50%減額する方針を固めた。2017年度は4億3000万円が交付されていた。文科省には一切元総長を経営に関わらせないと資料を提出していたが、実際には「刑期満了から10年が経過したあとは直ちに復帰してもらうつもり」などと内部資料に書かれていた。
続報では、6月11日、文部科学省と出入国在留管理庁の調査により3年間で計1610人の在住が分からなくなっている事が発表され、不明者が特に多い｢学部研究生｣の新規受け入れを見合わせるよう文部科学省による指導が行われた。王子キャンパスでは教室として銭湯や雑居ビル、マンションの一室を使用するなど、大学の杜撰な教育環境も報道された。
7月10日、東京福祉系列の専門学校｢保育・介護・ビジネス名古屋専門学校｣で、留学生学科に定員の7.4倍にあたる4739人が在籍していることが明らかになった。併せて、県の認可を受けている校舎は所有物件1棟のみであったが、認可を受けていない賃貸物件計5棟で授業が行われていた事が報じられた。同校では2015年から4年間で504人の留学生が所在不明となっている。7月25日、県への定員超過発覚を防ぐために収入や教職員数を過小報告していたことが発覚、定員超過が是正されるまで新規入学の受け入れを見合わせるよう愛知県による是正指導を受けた。
2020年1月20日には、文部科学省所轄の日本私立学校振興・共済事業団が｢(問題発覚後も)所在不明者の割合が改善されず、大学の対応は不十分｣だとして、2019年、2020年度の私学助成金推計11.2億円を全額不交付にする処分を運営協議会にて決定した。2022年1月26日には、その後も改善が認められないとして、2021年度の私学助成金を引き続き全額不交付とする事を発表した。
2022年度の私学助成金についても、「過去に強制わいせつ罪で実刑判決を受けた創立者が現在も学校運営に関わっていて、改善がみられない」との判断により、引き続き「不交付」となっている。

#### 学校法人運営を問題とした短期大学部への不適格評価
大学・短期大学評価基準協会は、東京福祉大学に併設されている東京福祉大学短期大学部に対し、2020年6月に公表した大学機関別認証評価を「不適格」とした。その事由を、大学を運営している学校法人茶屋四郎次郎記念学園に関して、「元理事長が学校法人の管理運営に関与しないことを担保する具体策を策定するよう2012年度に指摘して改善計画書を求めたことに対し、2015年度に提出された改善報告書では、元理事長を教育や管理運営に関与させないとしているにもかかわらず、(それ以降に)関与させた事実がある」とした。
これに対して、学校法人側は協会に提出した改善計画書において、「元理事長は、平成20(2008)年1月に本法人の理事長を辞任してから、本法人の運営管理には関わっていない。元理事長が関与しないための管理運営は適切に行われている」「元理事長は経営と教育には一切関与しておらず、本法人の運営に関与しないことは担保されていると認識している」などと報告しながらも、「創立者の教育方法の再認識による教育実績の向上を図るため、元理事長からのアドバイスを受けてはどうかという声が、全学教務委員会やFD専門部会など学内から上がって来た。平成29(2017)年度・平成30(2018)年度に、元理事長に授業見学を数回依頼し、元理事長は第三者を介して間接的にボランティアで教員への助言を行った。直接的に学生へ教育することはしていない」などと報告している。
大学・短期大学評価基準協会は、同法人に対して「平成25年1月21日付提出の「改善計画書」に基づく改善報告書」(平成27年6月26日付け東福大事発1149)で示した具体策の問題点及び改善点等を明確にする必要があると指摘している。

#### 中島恒雄が大学総長へ復帰
2020年11月20日付で、創立者で元理事長・総長の中島が法人理事長および大学総長へ復帰した。過去に大学側は、中島が経営や教育に関与することはないと文部科学省に報告しており、同省は「過去の説明と整合性が取れない」として調査に乗り出した。
2023年3月末をもって中島は理事長・学長・理事から退任し、評議員に留任した。9月末で中島が評議員辞任、教員退任することとなった。

#### 第三者委員会による調査
2024年5月31日に第三者委員会が設置され、前理事長・学長を巡る問題について検証した。その結果、9月30日に「学校法人茶屋四郎次郎記念学園に係る第三者委員会調査報告書」が公表された。この報告書では、管理経営に関する問題事案の発生について、以下のような点が問題視されている。
- 経験不足の元理事長らによる事務職員主導の意思決定
- 事務職員を通じた中島氏の関与
- 理事会の機能不全

また、中島の復帰は収監時点から既定路線であり、復帰後に以前の説明と矛盾する主張が展開されたのも必然であること、中島の退任も補助金交付再開を獲得するための「その場しのぎ」でしかないこと、本人の体調不良がなければ中島は完全な退任を拒んだ可能性もあること、理事会はチェック機能を十分に果たすことができていないこと、などの指摘を行った。
第三者委員会による提言として、「平成20年公表の公表継続」「教育研究評議会の権限強化」「理事会の改革」「評議員会の権限強化」「教職員の健全育成」「監査機能の強化」「中島が関係する法人との取引の整理」「名古屋キャンパスにおけるたちばな学園との兼任関係の解消」「トップメッセージ（中島との決別表明）」「ガバナンス・コードの検討（中島礼賛の記述などの改定」「校歌（中島の氏名が歌詞に入っている）」「理事長・学長室の改装」が示された。
これに対し、11月22日、学校法⼈茶屋四郎次郎記念学園理事⻑ ⻑倉迪夫名義で「学校法⼈茶屋四郎次郎記念学園に係る第三者委員会調査報告書を受けた責任の所在及び再発防⽌策」が公開され、上記第三者委員会の提言を受け入れる方針が示された。